# Hymenaster fucatus
Hymenaster fucatus is een zeester uit de familie Pterasteridae.
De wetenschappelijke naam van de soort werd in 1908 gepubliceerd door René Koehler.